# Saison 2014-2015 des 76ers de Philadelphie
La saison 2014-2015 des 76ers de Philadelphie est la 76e saison de la franchise au sein de la National Basketball Association (NBA).
Sélectionné à la draft 2013, Nerlens Noel, a joué sa première saison, mais pour la troisième année consécutive, ils ont acquis un pivot qui ne jouerait pas pour eux la première année, puisque Joel Embiid souffre de problèmes de pied et de dos. Le 1er décembre 2014, les 76ers ont perdu leur 17 match consécutif pour commencer la saison à 0-17, à une défaite des Nets du New Jersey en 2009-2010. Le 3 décembre, les 76ers ont remporté leur premier match de la saison contre les Timberwolves du Minnesota en évitant le pire départ sans victoire. L’équipe a terminé avec un bilan de 18-64, ce qui en fait le 3e pire bilan de l'histoire de la franchise.

## Draft
| Tour | Choix | Joueur           | Poste   | Nationalité | Provenance           |
| ---- | ----- | ---------------- | ------- | ----------- | -------------------- |
| 1    | 3     | Joel Embiid      | Pivot   | Cameroun    | Kansas               |
| 1    | 10    | Elfrid Payton    | Meneur  | États-Unis  | Louisiana-Lafayette  |
| 2    | 32    | K. J. McDaniels  | Ailier  | États-Unis  | Clemson              |
| 2    | 39    | Jerami Grant     | Ailier  | États-Unis  | Syracuse             |
| 2    | 47    | Russ Smith       | Meneur  | États-Unis  | Louisville           |
| 2    | 52    | Vasilije Micić   | Meneur  | Serbie      | Mega Vizura (Serbie) |
| 2    | 54    | Nemanja Dangubić | Arrière | Serbie      | Mega Vizura (Serbie) |

## Classements de la saison régulière
| Conférence Est | Conférence Est         | Conférence Est | Conférence Est | Conférence Est | Conférence Est | Conférence Est | Conférence Est |
| No             | Franchise              | Vic.           | Déf.           | MJ             | MR             | % V/D          | RV             |
| -------------- | ---------------------- | -------------- | -------------- | -------------- | -------------- | -------------- | -------------- |
| 1              | Hawks d'Atlanta        | 60             | 22             | 82             | 0              | 73,2%          | -              |
| 2              | Cavaliers de Cleveland | 53             | 29             | 82             | 0              | 64,6%          | 7              |
| 3              | Bulls de Chicago       | 50             | 32             | 82             | 0              | 61,0%          | 10             |
| 4              | Raptors de Toronto     | 49             | 33             | 82             | 0              | 59,8%          | 11             |
| 5              | Wizards de Washington  | 46             | 36             | 82             | 0              | 56,1%          | 14             |
| 6              | Bucks de Milwaukee     | 41             | 41             | 82             | 0              | 50,0%          | 19             |
| 7              | Celtics de Boston      | 40             | 42             | 82             | 0              | 48,8%          | 20             |
| 8              | Nets de Brooklyn       | 38             | 44             | 82             | 0              | 46,3%          | 22             |
|                |                        |                |                |                |                |                |                |
| 9              | Pacers de l'Indiana    | 38             | 44             | 82             | 0              | 46,3%          | 22             |
| 10             | Heat de Miami          | 37             | 45             | 82             | 0              | 45,1%          | 23             |
| 11             | Hornets de Charlotte   | 33             | 49             | 82             | 0              | 40,2%          | 27             |
| 12             | Pistons de Détroit     | 32             | 50             | 82             | 0              | 39,0%          | 28             |
| 13             | Magic d'Orlando        | 25             | 57             | 82             | 0              | 30,5%          | 35             |
| 14             | 76ers de Philadelphie  | 18             | 64             | 82             | 0              | 22,0%          | 42             |
| 15             | Knicks de New York     | 17             | 65             | 82             | 0              | 20,7%          | 43             |

| Division Atlantique   | V  | D  | MJ | % V/D | GB | Dom   | Ext   | Div  | Conf  |
| --------------------- | -- | -- | -- | ----- | -- | ----- | ----- | ---- | ----- |
| Raptors de Toronto    | 49 | 33 | 82 | 59,8% | -  | 27-14 | 22-19 | 11-5 | 33-19 |
| Celtics de Boston     | 40 | 42 | 82 | 48,8% | 9  | 21-20 | 19-22 | 12-4 | 28-24 |
| Nets de Brooklyn      | 38 | 44 | 82 | 46,3% | 11 | 19-22 | 19-22 | 10-6 | 24-28 |
| 76ers de Philadelphie | 18 | 64 | 82 | 22,0% | 31 | 12-29 | 6-35  | 2-14 | 12-40 |
| Knicks de New York    | 17 | 65 | 82 | 20,7% | 32 | 10-31 | 7-34  | 5-11 | 11-41 |

## Effectif
| 76ers de Philadelphie Effectif 2014-2015 |    |                        |                  |                 |
| Entraîneur : Brett Brown                 |    |                        |                  |                 |
| Arrière / Ailier                         | 19 | Drapeau de la Turquie  | Furkan Aldemir   | Turquie         |
| Arrière / Ailier                         | 0  | Drapeau des États-Unis | Isaiah Canaan    | Murray State    |
| Meneur                                   | 33 | Drapeau des États-Unis | Robert Covington | Tennessee State |
| Ailier                                   | 21 | Drapeau du Cameroun    | Joel Embiid      | Kansas          |
| Meneur                                   | 39 | Drapeau des États-Unis | Jerami Grant     | Syracuse        |
| Ailier fort / Pivot                      | 12 | Drapeau du Cameroun    | Luc Mbah a Moute | UCLA            |
| Arrière / Ailier                         | 4  | Drapeau des États-Unis | Nerlens Noel (C) | Kentucky        |
| Pivot                                    | 23 | Drapeau des États-Unis | Jason Richardson | Michigan State  |
| Arrière / Ailier                         | 1  | Drapeau des États-Unis | Glenn Robinson   | Michigan        |
| Pivot                                    | 41 | Drapeau des États-Unis | Thomas Robinson  | Kansas          |
| Meneur                                   | 9  | Drapeau des États-Unis | JaKarr Sampson   | St. John's      |
| Ailier fort / Pivot                      | 35 | Drapeau des États-Unis | Henry Sims       | Georgetown      |
| Ailier fort                              | 5  | Drapeau des États-Unis | Ish Smith        | Wake Forest     |
| Meneur                                   | 31 | Drapeau des États-Unis | Hollis Thompson  | Georgetown      |
| Ailier fort                              | 8  | Drapeau des États-Unis | Tony Wroten      | Washington      |
| (C) - Capitaine, Blessé                  |    |                        |                  |                 |